# Microhyla chakrapanii
Microhyla chakrapanii är en groddjursart som beskrevs av Pillai 1977. Microhyla chakrapanii ingår i släktet Microhyla och familjen Microhylidae. IUCN kategoriserar arten globalt som otillräckligt studerad. Inga underarter finns listade i Catalogue of Life.